# Viharzóna (film, 2000)
A Viharzóna (eredeti cím: The Perfect Storm) 2000-ben bemutatott amerikai katasztrófafilm Wolfgang Petersen rendezésében. A forgatókönyvet Sebastian Junger azonos című regényéből William D. Wittliff írta. Főszereplői többek között George Clooney, Mark Wahlberg és Diane Lane voltak.
A Warner Bros. gondozásában 2000. június 30-án került az amerikai mozikba, hazánkban 2000. augusztus 31-én mutatták be. A film megtörtént eseményt dolgoz fel.

## Cselekmény
1991 szeptemberében az Andrea Gail nevű, kardhalak halászására specializálódott hajó szegényes fogással tér vissza Gloucester kikötőjébe. A pénzhiánnyal küszködő Billy Tyne kapitány meggyőzi a hajó tulajdonosát és saját legénységét, hogy induljanak el még egy szezonvégi halászatra. Szokásos halászhelyüktől távolabbra merészkednek, miközben a hátuk mögött hatalmas vihar van kialakulóban. Úgy tűnik, a remélt nagy fogás is elmarad, és a kapitány reményei meginognak. A legénység egyik tagja, Dale Murphy a háló kivetése közben beleakad a kötelekbe, és a vízbe esik. Bobby Shatford és David Sullivan rohannak utána, amikor észreveszik, hogy nincs a fedélzeten. A vízben úszva végül megtalálják, és, miután Sullivan a kötelek közül kiszabadította, a hajó fedélzetére viszik eszméletlen társukat. Tyne kapitány az újraélesztésébe kezd, miközben a teljes legénység köréjük gyűlik. Murphy nem sokkal később visszanyeri eszméletét, amit a legénység nagy örömmel és megkönnyebbüléssel vesz tudomásul. Néhány nap múlva, éjszaka az Andrea Gail hálóiba igen nagy fogás kerül, ám hamarosan kiderül, hogy ez nem más, mint egy hatalmas cápa. Az állat kétségbeesetten próbál menekülni a hajó fedélzetéről, és megsebesíti Shatfordot. Tyne a gépházból lőfegyverrel tér vissza, és megöli a cápát, melyet ezek után visszadobnak a tengerbe. Shatford sérülései szerencsére nem súlyosak, így a legénység többi tagjával együtt visszatérhet kijelölt helyére. A vihar eközben hurrikánná erősödött a hátuk mögött. Az Andrea Gail a Flemish-tető felé tart, ahol a sekélyebb vízben valóban nagy zsákmányra tesznek szert. A jégkészítő berendezésük azonban elromlik, melynek következtében a halak tartósítása lehetetlenné válik, és minél hamarabb partot kell érniük. A visszaút a viharzónán keresztül vezet, de ha várakoznak, a kifogott zsákmány megromlik, így mégis a visszatérés mellett döntenek. Alábecsülik azonban a hurrikán erősségét, mely két, eredetileg különálló viharból olvadt össze. Az Andrea Gail hamarosan beér a viharzónába, és az egyre erősödő szél által felkorbácsolt hullámokkal küszködik. Időközben a már 5-ös erősségű hurrikánhoz egy harmadik vihar is csatlakozik. A vízen hánykolódó kis halászhajó egyre jobban megrongálódik. Shatfordot kis híján magával ragadja a tenger, amikor a rádióantennát próbálja megmenteni. Ezután az egyik stabilizáló oldalhorgony is elszabadul, s a viharos szélben ide-oda csapódik a hajó körül, betörve az ablakokat, és veszélyeztetve a legénység tagjainak életét. Tyne kapitány két társával megpróbálja elvágni a horgonyt rögzítő láncot, és végül sikerrel járnak. A vihar eddigre már a halászhálók csörlőit és tartóoszlopait is letépte a hajóról. Az elveszített antenna miatt az Andrea Gail nem tud rádiójelet küldeni. Linda Greenlaw, a közelben tartózkodó Hanna Boden nevű hajó kapitánya vészjelzést ad le, miután hiába próbálta felvenni a kapcsolatot Tyne kapitánnyal és legénységével. Hajójának legénységét előbb egy mentőhelikopter próbálja kiszabadítani, de nem járnak sikerrel. Végül, egy kivételével, a parti őrség egyik hajójának, a Tamaroának fedélzetén menekülnek meg. Az Andrea Gail eközben folytatja útját a viharban. A kormányosfülke ablakai kitörtek, a bent tartózkodó két ember csuromvizes. Shatford ámulattal veszi észre a felkelő nap felhőkön áttörő sugarait, mely a megmenekülés reményét csillantja fel a legénység tagjai előtt, noha a vihar továbbra is tombol. Tyne nem osztja bizakodásukat, mivel tudja, hogy az átmeneti csendesedést az okozta, hogy a vihar „szemébe” jutottak. S rövidesen valóban újra eltűnik a nap a felhők mögött, és hevesen szakadni kezd az eső. A legénység reményvesztetten húzódik vissza a szálláshelyére. Shatford nem sokkal később hatalmas hullámot lát meg, mely éppen keresztezi az útjukat. Tyne parancsára teljes sebességre kapcsolja a hajót, és az Andrea Gail egyenesen nekimegy a hullámnak. Egy pillanatig úgy tűnik, sikerül is meglovagolniuk, ám a víz ereje végül fejjel lefelé fordítva dobja vissza a hajót. A legénység csapdába esik, a kabinjaikból nem tudnak kimenekülni. A kormányosfülkében tartózkodó Tyne azt javasolja Shatfordnak, hogy próbáljanak meg kijutni a kitört ablakokon át. Shatfordnak ez sikerül is, de Tyne visszafordul, és bent marad. Az Andrea Gail menthetetlenül elsüllyed, s miközben Shatford látja az óriási hullámokat, és rájön, hogy semmi esélye az életben maradásra, szerelme, Christina jut eszébe. A film végén megtudjuk, hogy az elsüllyedt halászhajó utáni kutatás eredménytelenül zárul, az Andrea Gailt és a legénység tagjainak holttestét nem találják meg.

## Szereplők
| Karakter                                   | Színész                     | Magyar hang        | Megjegyzés |
| ------------------------------------------ | --------------------------- | ------------------ | --- |
| Billy Tyne kapitány                        | George Clooney              | Mihályi Győző      | Az Andrea Gail nevű halászhajó kapitánya, elvált, két lánya van. A szezon vége előtt még egy útra el kíván indulni, hogy gazdagabb fogásra tegyen szert.                                                                                           |
| Bobby Shatford                             | Mark Wahlberg               | Görög László       | A legénység legfiatalabb és legtapasztalatlanabb tagja. Nem szívesen indul el még egy útra a tengeren. |
| Christina "Chris" Cotter                   | Diane Lane                  | Götz Anna          | Bobby Shatford barátnője; rossz előérzete miatt nem akarta, hogy Bobby Tyne kapitánnyal tartson. Míg párja a tengeren van, a bérelt kis lakás csinosításával van elfoglalva, melyről Bobby még nem is tud, s mely meglepetés lett volna a számára. |
| Dale "Murph" Murphy                        | John C. Reilly              | Ifj. Jászai László | Az Andrea Gail legénységének tagja, tapasztalt halász. Elvált, van egy fia, akivel meglehetősen bonyolult a kapcsolata. Közte és Sully között állandó a súrlódás.                                                                                  |
| David "Sully" Sullivan                     | William Fichtner            | Bognár Zsolt       | Az Andrea Gail legénységének tagja. Az utolsó pillanatban szerződött a hajóra, miután egy másik tag visszalépett. Murphyvel sehogy sem jut közös nevezőre.                                                                                         |
| Alexander McAnally III, mistral-tulajdonos | Bob Gunton                  | Perlaki István     | A Mistral nevű yacht tulajdonosa, mely szintén a viharba kerül. |
| Melissa Brown                              | Karen Allen                 |                    | A Mistral legénységének egyik tagja. |
| Linda Greenlaw                             | Mary Elizabeth Mastrantonio | Román Judit        | A Hanna Boden nevű hajó kapitánya; gyöngéd érzelmeket táplál Billy Tyne irányába. Nyugtalan amiatt, hogy Tyne ilyen „veszélyes időben” ki akar menni a tengerre. Ő volt az utolsó, aki beszélt az Andrea Gail fedélzetén tartózkodókkal.           |
| Alfred Pierre                              | Allen Payne                 | Pusztaszeri Kornél | Az Andrea Gail legénységének tagja. |
| Mike "Tetű" Moran                          | John Hawkes                 | Mikula Sándor      | Az Andrea Gail legénységének tagja. |
| Bob Brown                                  | Michael Ironside            | Szersén Gyula      | Az Andrea Gail tulajdonosa. |

## A film készítése
A Hamburgban felnőtt rendező, Wolfgang Petersen mindig is vonzódott a tengerhez. Jól tudta, hogy a Viharzóna elkészítéséhez számtalan akadályt kell majd legyőznie. „Ennek a történetnek sok szereplője van, és mind hős a maga helyén. Mindüknek külön története van, s ezek a történetek egyszerre játszódnak: néhányuké a tengeren, néhányuké a szárazföldön, másoké helikopteren, és legtöbbjüké a különböző hajókon. És maga a vihar is főszereplő. Szerencsések voltunk, hogy akadt egy író, aki egybe tudta szőni ezeket a történeteket.”
Petersennek a speciális vizuális effektusok elkészítésében az Industrial Light & Magic volt segítségére, Stefen Fangmeier vezetésével. Számítógépes grafikus szakemberek egész sora dolgozott a viharos tenger életre keltésén, a kor legmodernebb technológiáit alkalmazva.
Élő kardhalakat egyáltalán nem használtak a forgatás során; a nagy fogást bemutató jeleneteknél kardhal-modelleket alkalmaztak, melyek közül néhány mozgatható volt. 
A film szereplőinek egyáltalán nem volt könnyű dolga egy, a közelmúltban lezajlott tragikus esemény valódi résztvevőit alakítani a filmvásznon. George Clooney a felkészülés során megtanult irányítani egy, az Andrea Gailhez hasonló, 22 méter hosszú kereskedelmi halászhajót. Mark Wahlberg is több hetet töltött halászokkal, és megismerkedett a Shatford család tagjaival is. Diane Lane is többször találkozott Christina Cotterrel, akit nyitott és barátságos személynek írt le. A Dale Murphyt alakító John C. Reilly elmondta: „Ha szárazföldön éri az embert a vihar, valahogy elmenekülhet, fedél alá vonulhat előle. De a tengeren nincs hová menni.”
A Warner Bros. 16-os stúdiójában található víztartályt a film kedvéért kibővítették, s ennek eredményeként ez lett a legnagyobb fedett víztartály, melyet filmforgatáshoz használnak. A készítők forgattak a szomszédos 15-ös és 20-as stúdióban is, valamint néhány jelenetet a 6-os és a 23-as stúdióban vettek fel. A forgatás nyáron, Los Angelesben kezdődött, majd ősszel a stáb a Massachusettsben található Gloucesterbe költözött, ahol a valódi események is játszódtak. A várost éppen ebben az időszakban közelítette meg a Floyd nevű hurrikán, mely ugyan sokat vesztett már az erejéből, mégis 3-4 méter magas hullámokat korbácsolt a tengeren. A stáb ki is használta ezt, és kihajóztak a tengerre forgatni, noha még a valódi halászok is csak nehézkesen tudtak megküzdeni a nem éppen nyugodt tengerrel.
Gloucester lakosai is nagyban segítségére voltak a stábnak: mind a csónakok forgalmát, mind a városi közlekedést úgy irányították, hogy a forgatás a lehető legzavartalanabbul folyhasson. A város néhány iskolájában Junger könyve már a filmet megelőzően is a kötelező olvasmányok listáján szerepelt. A halászok szakértelme pedig egyenesen nélkülözhetetlen volt, így ők gyakorlatilag szerves részét képezték a stábnak.

## Filmzenealbum
A Viharzóna zenéjét James Horner írta; az albumon hallható a film betétdala Yours Forever címmel, John Mellencamp előadásában.
Előadja: Hollywood Studio Symphony
Vezényel: James Horner
Hangmérnök: Simon Rhodes
Tracklista
1. Coming Home from the Sea (9:27)
2. „The Fog's Just Lifting” (4:11)
3. „Let's Go, Boys...” (8:54)
4. To the Flemish Cap (7:17)
5. The Decision to Turn Around (9:20)
6. Small Victories (8:31)
7. Coast Guard Rescue (9:47)
8. Rogue Wave (10:03)
9. „There's No Goodbye...Only Love” (7:33)
10. Yours Forever (4:02) – szöveg: John Mellencamp, George Green

Összidő: 79:06